# Leptataspis cyclopiana
Leptataspis cyclopiana är en insektsart som beskrevs av Victor Lallemand och Synave 1955. Leptataspis cyclopiana ingår i släktet Leptataspis och familjen spottstritar. Inga underarter finns listade i Catalogue of Life.